# Batalha de Brunanburh
A Batalha de Brunanburh foi um confronto em 937 entre o exército do Reino de Wessex, liderado pelo rei Etelstano de Inglaterra e pelo seu irmão Edmundo, contra uma coligação formada por Olaf III Guthfrithson, monarca hiberno-nórdico (nórdico-gaélico) do Reino de Dublim dos viquingues, Constantino II da Escócia e Owen I de Strathclyde. O confronto culminou numa decisiva vitória anglo-saxónica.
Em algumas fontes menciona-se também a participação de mercenários irlandeses, galeses e córnicos. Porém, a presença de galeses na batalha é refutada pela maioria dos historiadores pois só se menciona na Saga de Egil Skallagrimson, pese a existência de uma aliança dos hiberno-nórdicos do Reino de Dublin e galeses, chamada «Kymry a gwyr Dulyn» (ou os galeses e os homens de Dublin).
A data precisa da batalha tem suscitado controvérsia. Sharon Turner considera que ocorreu em 934, embora mencione o facto de que um dos manuscritos da Crónica Anglo-saxónica dá como data 937. Por seu lado, Worsaae no seu Danes and Norwegians in England indica 937, tal como o Dr. Freeman no seu Old English History. Finalmente, a Crónica de Etelvardo de Wessex (meio-irmão do rei Etelstano) propõe 939.
Cinco reis e sete jarls viquingues caíram na sangrenta batalha. Alfrico e Atelvino, dois primos de Etelstano, e um destacado bispo saxão foram também mortos. Algumas fontes afirmam que os saxões lançaram uma carga de cavalaria, contradizendo a crença popular de que os antigos ingleses lutavam só com exércitos de infantaria. A cavalaria era relativamente insignificante dentro das forças saxónicas e possivelmente eram mercenários procedentes de outros reinos. Não obstante, a crónica anglo-saxónica não os menciona, embora o uso de cavalos nas guerras anglo-saxónicas esteja bem confirmado. Uma referência anterior da vida de São Wilfrido, escrita por volta de 720, menciona o 'exército montado' (equitatus excercitus) de Egfrido da Nortúmbria.
Esta batalha é uma das mais importantes na história britânica, já que a vitória de Etelstano sobre a coligação entre nórdicos e celtas confirmou a unidade da Inglaterra como reino anglo-saxão. No entanto, Wessex ficou debilitado militarmente, o que permitiu a todos os reinos das ilhas consolidarem-se nos territórios que ocupam até à atualidade.